# 積存時間的生活
積存時間的生活（日语：人生フルーツ）是一部2017年上映的日本紀錄片。該紀錄片由伏原健之执导，讲述的是一對老年日本夫妻的日常鄉村田園生活。